# Бєлгородський район
Бє́лгородський райо́н — адміністративна одиниця Росії, Бєлгородська область. До складу району входить 3 міських та 21 сільське поселення.

## Географія
Межує: на заході із Борисовським, на півночі — з Яковлівським і Корочанським, на сході — з Шебекінським районами області, на півдні — з  Харківською областю України. Територія району — 1400 км², є піднятою рівниною (близько 200 м над рівнем моря), на якій знаходяться також південно-західні відроги Орловсько-Курського плато Середньоросійської височини.
Річки: Сіверський Донець, Липовий Донець, Везелка, Гостинка, Топлинка, Вільхова Плота.

## Історія
Район утворено 30 липня 1928 з центром у Бєлгороді у складі Бєлгородського округу Центрально-Чорноземної області. З 13 червня 1934 року — у складі Курської області, з 6 січня 1954 року — у складі Бєлгородської. Коли місто Бєлгород стало обласним центром, було виведено зі складу Бєлгородського району. В 1963 році до складу району включена територія скасованого Жовтневого району. 1 лютого 1963 було утворено Бєлгородський сільський район.

## Люди
В районі народилися:
- Чечин Едуард Васильович — вчений у галузі міцності оболонкових конструкцій при криогенних температурах і міцності трубопроводів (село Крутий Лог).